# كابتن بومرانج
كابتن بومرانج (بالإنجليزية: Captain Boomerang)‏ هو شخصية شرير خيالية يظهر في القصص المصورة التي تنشرها دي سي كومكس وعضو في منظمة الفرقة الانتحارية. ظهر للمرة الأولى في ديسمبر 1960. هو عدو لكل من باري ألين ووالي ويست (البرق). أدى الممثل جاي كورتني دوره في فيلم الفرقة الانتحارية الذي صدر في سنة 2016.